# ウランバートル地下鉄
ウランバートル地下鉄（ウランバートルちかてつ、蒙: Улаанбаатар метро、英: Ulaanbaatar Metro）は、モンゴル国の首都ウランバートル市にて計画段階の高速輸送システムである。
ウランバートル地下鉄プロジェクトが2012年に承認され、当初の計画では地下鉄建設が2020年までに完成する予定であった。

## 歴史
当プロジェクトの初期研究の正確な日付は不明である。
都市の人口が100万人を超えたとき、2000年代初頭より本格的な計画が始まった。
2010年現在、ウランバートル市住民の人口は1,240,037人であり、年間で約100,000人増加している。
過酷な気候と長い冬によって、交通問題が悪化している。
渋滞が原因で交通移動は困難になっており、排気ガスによって空気がかなり汚染されている。
当プロジェクトの決定は、2011年末にされた。
日本およびその他の国際資本によって、当プロジェクトは貸付金による資金調達を行う予定である。
当プロジェクトは、2015年現在、数年延期されている。